# Find You
«Find You» —literalmente en español: «Encontrarte»— es una canción realizada por el disc jockey y productor Ruso-alemán Zedd, con la colaboración del cantante Norteamericano Matthew Koma y la cantautora sueca Miriam Bryant, quienes también participaron de la composición junto al mismo Zedd y Victor Rådström. El sencillo forma parte de la banda sonora de la película Divergent. Fue lanzado como sencillo el 26 de enero de 2014. Lideró la lista del Billboard Hot Dance Club Songs.

## Video musical
Fue dirigido por Jodeb, quien trabajó para Zedd en sus dos primeros vídeos musicales, «Spectrum» y «Clarity». Comienza mostrando a una joven que emerge sorprendida de una tina de baño. Luego se dirige a una discoteca en la que actuaba Zedd, y en este lugar conoce a otra mujer, con la que parece florecerle una sensación de enamoramiento. De repente, huye en su motocicleta y en el camino la persigue a una bandada de cuervos llegando así hasta un paisaje nevado. Mientras busca refugio se topa con un árbol hueco donde finalmente encuentra a su amada y deberán correr juntas para huir de aquellas aves que se aproximan. Las chicas se sumergen dentro de las heladas aguas de un lago congelado pero luego aparecen misteriosamente nuevamente en la bañera de la primera toma saliendo de aquella realidad paralela.

## Lista de canciones
| Estados Unidos – Descarga digital |                           |          |  |
| N.º                               | Título                    | Duración |  |
| 1.                                | «Find You» (Radio edit)   | 3:24     |  |
| 2.                                | «Find You» (Extended Mix) | 4:11     |  |

| Estados Unidos – Descarga digital (Remixes) |                                 |          |  |
| N.º                                         | Título                          | Duración |  |
| 1.                                          | «Find You» (Kevin Drew Remix)   | 4:43     |  |
| 2.                                          | «Find You» (Dash Berlin Remix)  | 5:00     |  |
| 3.                                          | «Find You» (Tritonal Remix)     | 4:50     |  |
| 4.                                          | «Find You» (Froxic Remix)       | 5:51     |  |
| 5.                                          | «Find You» (Syn Cole Remix)     | 5:05     |  |
| 6.                                          | «Find You» (Dave Audé Remix)    | 5:22     |  |
| 7.                                          | «Find You» (TYP Remix)          | 5:19     |  |
| 8.                                          | «Find You» (Mike Hawkins Remix) | 4:26     |  |

## Posicionamiento en listas
| País           | Lista (2014)                     | Mejor posición |
| -------------- | -------------------------------- | -------------- |
| Australia      | ARIA Charts                      | 68             |
| Bélgica        | Ultratip flamenca                | 34             |
| Estados Unidos | Billboard Bubbling Under Hot 100 | 1              |
| Estados Unidos | Hot Dance Club Songs             | 1              |
| Estados Unidos | Pop Songs                        | 34             |

### Sucesión en listas
| Anterior: «Into the Blue» de Kylie Minogue | Hot Dance Club Songs — Sencillo Nro 1 19 de abril de 2014 — 26 de abril de 2014 | Siguiente: «Shiny Disco Balls» de Scotty Boy con Sue Cho |